# Milmersdorf
Milmersdorf è un comune di 1 422 abitanti del Brandeburgo, in Germania.

Appartiene al circondario dell'Uckermark ed è parte della comunità amministrativa di Gerswalde.

## Storia
Il 31 dicembre 2001 venne aggregato al comune di Milmersdorf il comune di Groß Kölpin.

## Geografia antropica

### Suddivisioni amministrative
Nel territorio comunale sono presenti le località abitate di Ahlimbsmühle, Engelsburg, Groß Kölpin, Götschendorf, Hohenwalde, Milmersdorf, Petersdorf e Petersdorfer Siedlung.